# Libellus de nativitate Sanctae Mariae
Libellus de nativitate Sanctae Mariae (Latijn voor Boek van de geboorte van de Heilige Maria) is een tekst met betrekking tot de gebeurtenissen rond de geboorte van Maria, de moeder van Jezus. De tekst is origineel een onderdeel van de Evangelie van Pseudo-Mattheus, maar werd vanaf de negende eeuw behandeld als een zelfstandig werk. 